# عمرو طلعت
عمرو أحمد سميح طلعت (مواليد 9 مارس 1961، مصر) مهندس وأكاديمي مصري، وزير الاتصالات وتكنولوجيا المعلومات في مصر، عين في 14 يونيو 2018 ضمن حكومتي مصطفى مدبولي الأولى والثانية. يتمتع طلعت بخبرات تمتد لأكثر من 30 عامًا في مجال الاتصالات وتكنولوجيا المعلومات، وبخبرات واسعة في مجال وضع الاستراتيجيات وتنفيذها عبر مجموعة متنوعة من الأنشطة في جمهورية مصر العربية.

## التعليم
تخرج طلعت في كلية الهندسة، جامعة القاهرة عام 1983 وأكمل دراساته العليا في الهندسة الإلكترونية بجامعة القاهرة. واصل دراسته في الولايات المتحدة وحصل على درجة الماجستير في علوم الحاسوب من معهد إلينوي للتقنية، كما حصل على درجة الماجستير في إدارة الأعمال من مدرسة باريس إسلسكا للأعمال. حصل على دكتوراه إدارة الأعمال من جامعة باريس، مدرسة باريس للأعمال.

## الحياة المهنية
انضم طلعت إلى شركة آي بي إم في أغسطس 1988، وتقلد العديد من المناصب الإدارية، حيث شغل منصب المدير العام للشركة في 23 مايو 2010، كما تولى منصب المدير الإقليمي لفرع الشركة بمصر منذ عام 2005. إضافة إلى ذلك، شغل طلعت عدد من المناصب الأخرى بالشركة حيث عمل مدير قطاع شركاء أعمال الشركة ومدير قطاع الأنظمة والتكنولوجيا.
وخلال فترة عمله، تخطى نطاق عمله الأهداف المالية ليشمل أهدافًا إستراتيجية وتشغيلية مثل بناء رأس المال البشري، وتعزيز ولاء العملاء، والمسؤولية الاجتماعية للشركات، والاهتمام بمؤشرات الأداء الرئيسية للموظفين. كما عمل على إقامة علاقات مع المسؤولين الرئيسيين والمديرين التنفيذيين من مختلف القطاعات، سواء على المستوى المحلي أو الدولي، لجذب الاستثمارات الكبرى وصفقات الدمج والاستحواذ.

## العضوية
خبرة طلعت العريضة كانت سببًا وراء اختياره ليكون:
- عضو فخري بمجلس تكنولوجيا المعلومات والاتصالات بجامعة القاهرة
- عضو مجلس تكنولوجيا المعلومات والاتصالات بأكاديمية البحث العلمي والتكنولوجيا
- رئيس لجنة تكنولوجيا المعلومات والاتصالات في غرفة التجارة الأمريكية في مصر

## الخبرات
- وزير الاتصالات بوزارة الاتصالات وتكنولوجيا المعلومات، منذ 14 يونيو 2018 وحتى الآن
- أستاذ مساعد، بجامعة القاهرة، كلية الهندسة، يُدرس استراتيجيات ونُهج التسويق والبيع، والإدارة الاستراتيجية منذ سبتمبر 2007
- مدير عام بشركة أي بي إم- مصر، منذ مايو 2010 وحتى يونيو 2018
- تولى مناصب أخرى قيادية أخرى بشركة أي بي إم منذ مايو 2010 وحتى يونيو 2018، ومنها مدير إقليمي لفرع الشركة بمصر، ومدير قطاع شركاء أعمال الشركة، ومدير قطاع الأنظمة والتكنولوجيا.